# Epicharitus leucosemus
Epicharitus leucosemus Rainbow, 1916 è un ragno appartenente alla famiglia Gnaphosidae.
È l'unica specie nota del genere Epicharitus.

## Distribuzione
L'unica specie oggi nota di questo genere è stata rinvenuta nel Queensland (Australia)

## Tassonomia
Dal 2007 non sono stati esaminati altri esemplari, né sono state descritte sottospecie al 2015.